# Vergasovait
Vergasovait (russisch: Вергасоваит; IMA-Symbol Vgs) ist ein sehr selten vorkommendes Mineral aus der Mineralklasse der „Sulfate (einschließlich Selenate, Tellurate, Chromate, Molybdate und Wolframate)“ mit der chemischen Zusammensetzung Cu3[O|MoO4|SO4] und damit chemisch gesehen ein Kupfer-Sulfat mit zusätzlichen Sauerstoff- und Molybdat-Ionen.
Vergasovait kristallisiert im orthorhombischen Kristallsystem und entwickelt kurzprismatische, leicht nach der c-Achse [001] gestreckte Kristalle bis etwa 0,3 mm Größe, kommt aber auch in Form radialstrahliger Mineral-Aggregate vor. Das Mineral ist durchsichtig und von olivgrüner Farbe mit einem glasähnlichen Glanz auf den Oberflächen, erscheint im Auflichtmikroskop aber auch grau mit hellgrünen Innenreflexen.

## Etymologie und Geschichte
Erstmals entdeckt wurde Vergasovait 1993 an der Fumarole Treschtschina („Spalte“) am zweiten Schlackenkegel des Vulkans Tolbatschik auf der Halbinsel Kamtschatka im russischen Föderationskreis Ferner Osten. Die Analyse und Erstbeschreibung erfolgte durch Elena Y. Bykova, Peter Berlepsch, Pavel M. Kartashov, Joël Brugger, Thomas Armbruster und Allan J. Criddle, die das Mineral nach der russischen Mineralogin Lidija Pawlowna Wergassowa (englisch: Lidiya Pavlovna Vergasova; russisch: Лидии Павловны Вергасовой; * 1941) benannten, um ihre herausragenden Beiträge zur Mineralogie der vulkanischen Exhalationen von Kamtschatka im Allgemeinen und der Mineralogie der Region Tolbatschik im Besonderen zu ehren.
Das Mineralogen-Team reichte die Untersuchungsergebnisse und den gewählten Namen 1998 zur Prüfung bei der International Mineralogical Association (interne Eingangs-Nr. der IMA: 1998-009), die den Vergasovait als eigenständige Mineralart anerkannte. Die Publikation der Erstbeschreibung folgte noch im gleichen Jahr in englischer Sprache im Fachmagazin Schweizerische Mineralogische und Petrographische Mitteilungen und wurde zwei Jahre später mit der Publikation New Mineral Names im Fachmagazin American Mineralogist nochmals bestätigt.
Das Typmaterial des Minerals wird in der Sammlung des Mineralogischen Museums der Russischen Akademie der Wissenschaften in Moskau unter der Katalog-Nr. 2328/1 sowie im Mineralogisch-Petrographischen Institut der Universität Basel und im Naturhistorischen Museum Basel aufbewahrt.

## Klassifikation
Da der Vergasovait erst 1998 als eigenständiges Mineral anerkannt wurde, ist er in der veralteten 8. Auflage der Mineralsystematik nach Strunz noch nicht verzeichnet. Einzig im Lapis-Mineralienverzeichnis nach Stefan Weiß, das sich aus Rücksicht auf private Sammler und institutionelle Sammlungen noch nach dieser alten Form der Systematik von Karl Hugo Strunz richtet, erhielt das Mineral die System- und Mineral-Nr. VI/G.02-25. In der „Lapis-Systematik“ entspricht dies der Klasse der „Sulfate, Chromate, Molybdate und Wolframate“ und dort der Abteilung „Molybdate [MoO4]2− und Wolframate [WO4]2−, Polywolframate“, wo Vergasovait zusammen mit Biehlit, Lindgrenit, Cuprotungstit, Markascherit, Szenicsit, Cupromolybdit, Ferrimolybdit, Tancait-(Ce) eine eigenständige, aber unbenannte Gruppe bildet (Stand 2018).
Die von der IMA zuletzt 2009 aktualisierte 9. Auflage der Strunz’schen Mineralsystematik ordnet den Vergasovait dagegen in die Abteilung der „Sulfate (Selenate usw.) mit zusätzlichen Anionen, ohne H2O“ ein. Diese ist allerdings weiter unterteilt nach der relativen Größe der beteiligten Kationen, so dass das Mineral entsprechend seiner Zusammensetzung in der Unterabteilung „Mit mittelgroßen Kationen“ zu finden ist, wo es als einziges Mitglied die unbenannte Gruppe 7.BB.30 bildet.
Im Gegensatz zu den Strunzschen Systematiken ordnet die vorwiegend im englischen Sprachraum gebräuchliche Systematik der Minerale nach Dana den Vergasovait in die Klasse der „Phosphate, Arsenate und Vanadate“ und dort in die Abteilung der „Molybdate und Wolframate“ ein. Hier ist er zusammen mit Schlegelit in der „Vergasovait-Reihe“ mit der System-Nr. 48.04.03 innerhalb der Unterabteilung „Wasserfreie Molybdate und Wolframate mit verschiedenen Formeln“ zu finden.

## Kristallstruktur
Vergasovait kristallisiert orthorhombisch in der Raumgruppe Pnma (Raumgruppen-Nr. 62) mit den Gitterparametern a = 7,42 Å; b = 6,75 Å und c = 13,62 Å sowie vier Formeleinheiten pro Elementarzelle.

## Bildung und Fundorte
Vergasovaite bildet sich als Sublimationsprodukt in Fumarolen in einer Tiefe von 20 cm und bei einer Temperatur zwischen 150 und 170 °C. Als Begleitminerale traten kupferhaltiger Anglesit, Chalkocyanit, Dolerophanit, Euchlorin, Fedotovit, gediegen Gold und Tenorit auf.
Außer an seiner Typlokalität an der Fumarole Treschtschina konnte das Mineral bisher nur noch an der nahe gelegenen Fumarole Jadowitaja („Die Giftige“) am Tolbatschik auf Kamtschatka gefunden werden.